# Procesor wielordzeniowy

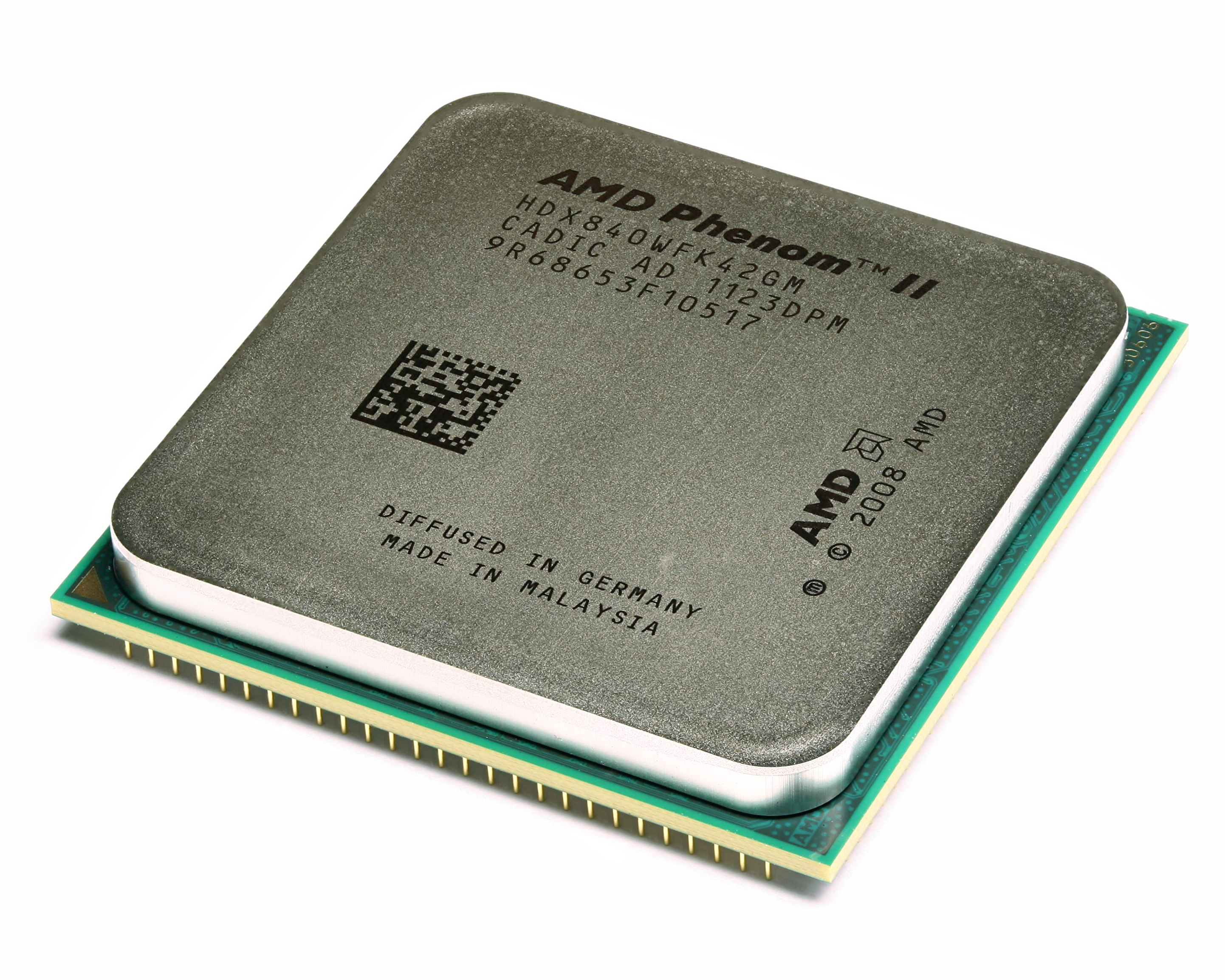
Procesor czterordzeniowy AMD Phenom II X4 840

Procesor wielordzeniowy – procesor mający więcej niż jeden rdzeń fizyczny. Technologia ta ma na celu zwiększenie wydajności procesora, zmniejszenie zużycia energii i bardziej efektywnego jednoczesnego przetwarzania wielu zadań.
Procesory wielordzeniowe są używane nie tylko w komputerach osobistych, ale także w serwerach, konsolach do gier (na pzykład Xbox, PlayStation) i urządzeniach mobilknych, jak ultrabooki, tablety i smartfony.
Przedsiębiorstweo Intel opracowało technologię wielowątkowości, w której jeden rdzeń fizyczny emuluje dwa. Procesory wielordzeniowe mają zwielokrotnioną, w zależności od liczby rdzeni, pamięć podręczną.